# Карлсон, Фредрик Фердинанд
Фредрик Фердинанд Карлсон (швед. Fredrik Ferdinand Carlson; 13 июня 1811 — 18 марта 1887) — шведский историк, политик, профессор истории в университете Уппсалы (1849—1876). Член Шведской академии.

## Биография
Будучи профессором в Уппсале, изучив положение школьного дела во многих государствах, заботился в качестве члена риксдага о его улучшении в Швеции. Управлял министерством духовных дел.
Ему принадлежит весьма важный и основанный на обширном архивном материале труд по истории королей из Пфальцского дома («Sveriges historia under konungarna of Pfalziska huset», 1855—1888 — «История Швеции в правление Пфальцского дома»), первоначально предназначенный служить продолжением шведской истории Гейера в сборнике Геерена и Фридриха Августа Укерта, но разросшийся до 8 томов.
Смерть помешала Карлсону довести его до конца: он прерывается на 1706 году. Сын Карлсона, также историк, поставил себе задачей закончить труд своего отца и издал ряд специальных исследований по истории Карла XII.

## Труды
- «Om stats-hvälfningen i Sverige under konung Carl XIs regering» (Stockh. 1856)
- «Om fredsunderhandlingarne åren 1709—1718» (das. 1859)
- «Om den Svenska statsforwaltningens förändrade skick under konung Carl XIs regering» (1858)
- «Om 1680 års riksdag» (das. 1860).